# Trypophobie

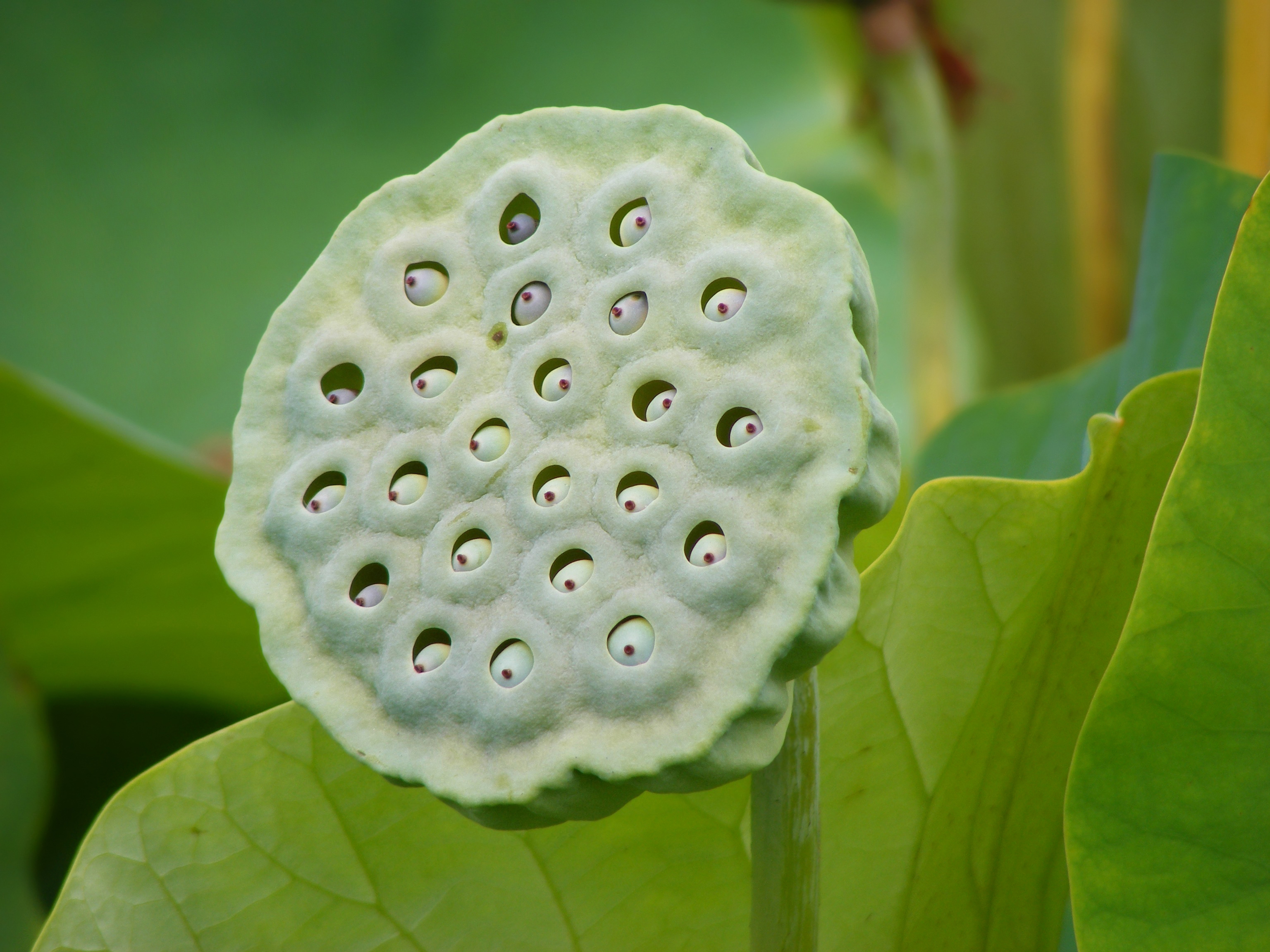
Manche Menschen empfinden die Löcher in den Samenkapseln der Indischen Lotosblume als abstoßend oder beängstigend.

Trypophobie ist ein Gefühl von Abscheu oder Angst, das manche Menschen beim Anblick von Mustern aus Löchern oder Blasen empfinden. Es handelt sich dabei in erster Linie um eine Aversion. Trypophobie ist keine anerkannte Angststörung, kann sich aber in Einzelfällen als spezifische Phobie äußern.
Das eigenartige wahrnehmungspsychologische Phänomen ist noch nicht tiefgehend verstanden. Wissenschaftler haben die Hypothese aufgestellt, dass Trypophobie eine evolutionäre Wurzel als Reaktion auf Gefahr oder Krankheit hat.

## Wortherkunft
Der Begriff Trypophobie ist die Schöpfung einer irischen Bloggerin, die dazu am 23. Mai 2005 im thematisch bereits entsprechend benannten Bereich holephobia (Titel „A Phobia of Holes“) bei GeoCities einen Beitrag verfasste. Demnach hatte sie in einem Online-Wörterbuch für Griechisch-Englisch nach der Übersetzung von englisch hole gesucht. Ihre erste darauf basierende Version war trypaphobia, die sie nach Konsultation einer Expertin vom Oxford English Dictionary zu trypophobia (Trypophobie) änderte. Der Ursprung des Begriffes ist damit neugriechisch τρύπα trýpa „Loch“ und altgriechisch φόβος phóbos „Angst, Furcht, Schrecken“.
Der Begriff wurde seither in den Social Media verbreitet, aber auch in der medizinischen Fachliteratur aufgegriffen.
Ein weiterer Begriff für das Phänomen ist coffee bubble phobia („Kaffeeschaumphobie“, wörtlich: „Kaffeeblasenphobie“).

## Auslösende Objekte
Zu den Objekten, deren Anblick trypophobe Reaktionen hervorrufen kann, zählen viele aus dem normalen Alltag, etwa Schwämme, Schaum, bestimmte Früchte oder technische Gegenstände. Trypophobe Wirkungen gibt es auch bei Bildern von Insektenfraß und Wunden, wie etwa der Fliegenmadenkrankheit, insbesondere bei Hunden. Die stärksten bekannten Auslöser sind Bilder, auf denen Körperteile mittels Bildbearbeitung durchlöchert aussehen.
Dabei scheint insbesondere die Clusterung (Häufung mit räumlicher Nähe) vieler Löcher oder Blasen reizauslösend zu sein. Bilder, die Trypophobie auslösten, wurden mit optischen Messverfahren untersucht. Laut Cole und Wilkins (2013) haben diese Bilder eine hohe Ortsfrequenz mit größerer Energie im mittleren Bereich. Nach Martínez-Aguayo et al. (2018) sollen solche Bilder Trypophobie auslösen, die hochenergetische Kontraste bei niedrigen und mittleren Ortsfrequenzen haben.

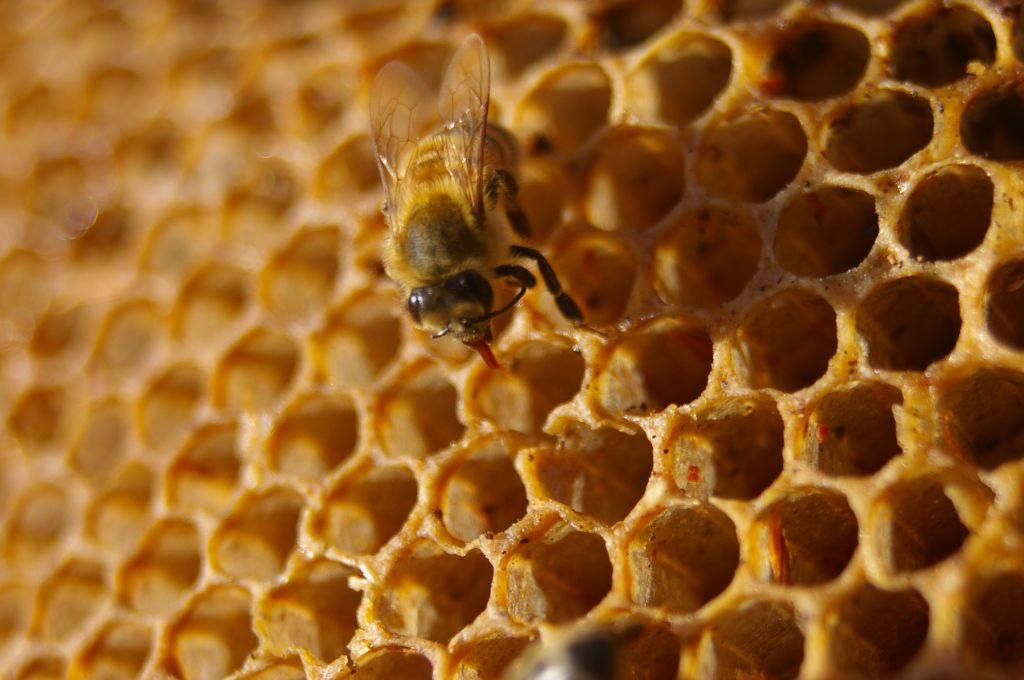
Bienenwabe
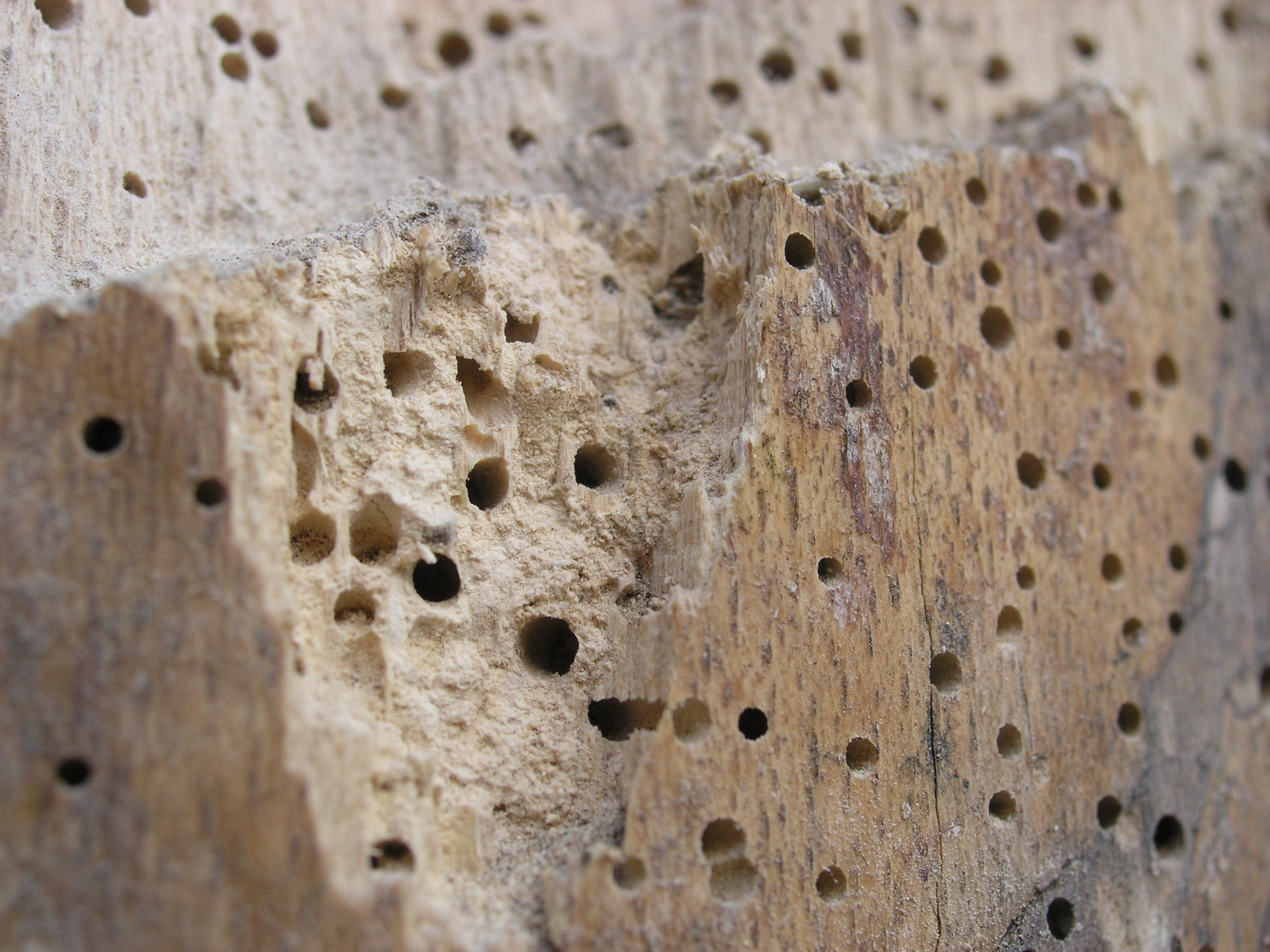
Von Holzwürmern durchlöchertes Buchenholz
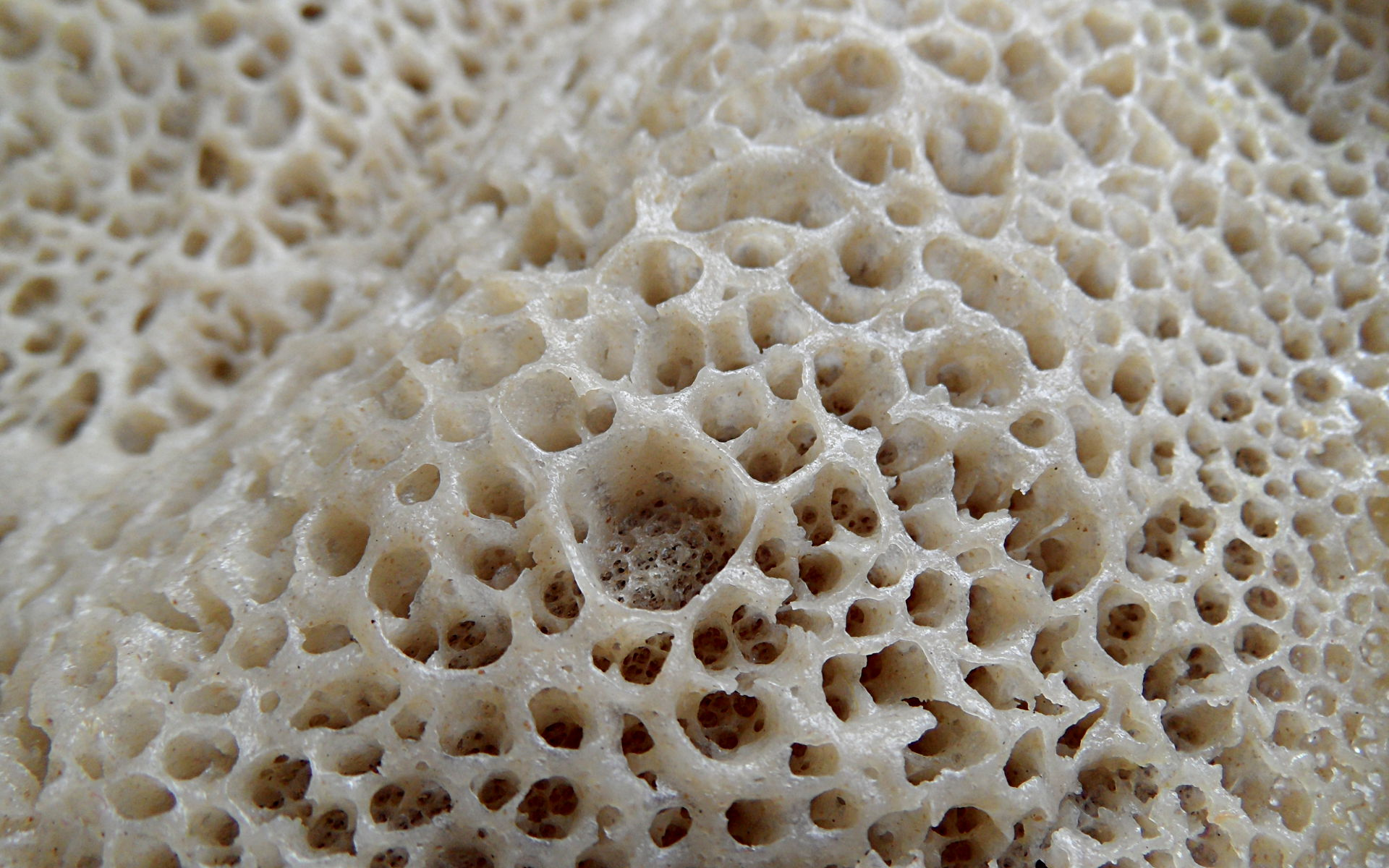
Schwammige Textur von Injera, einem afrikanischen Fladenbrot
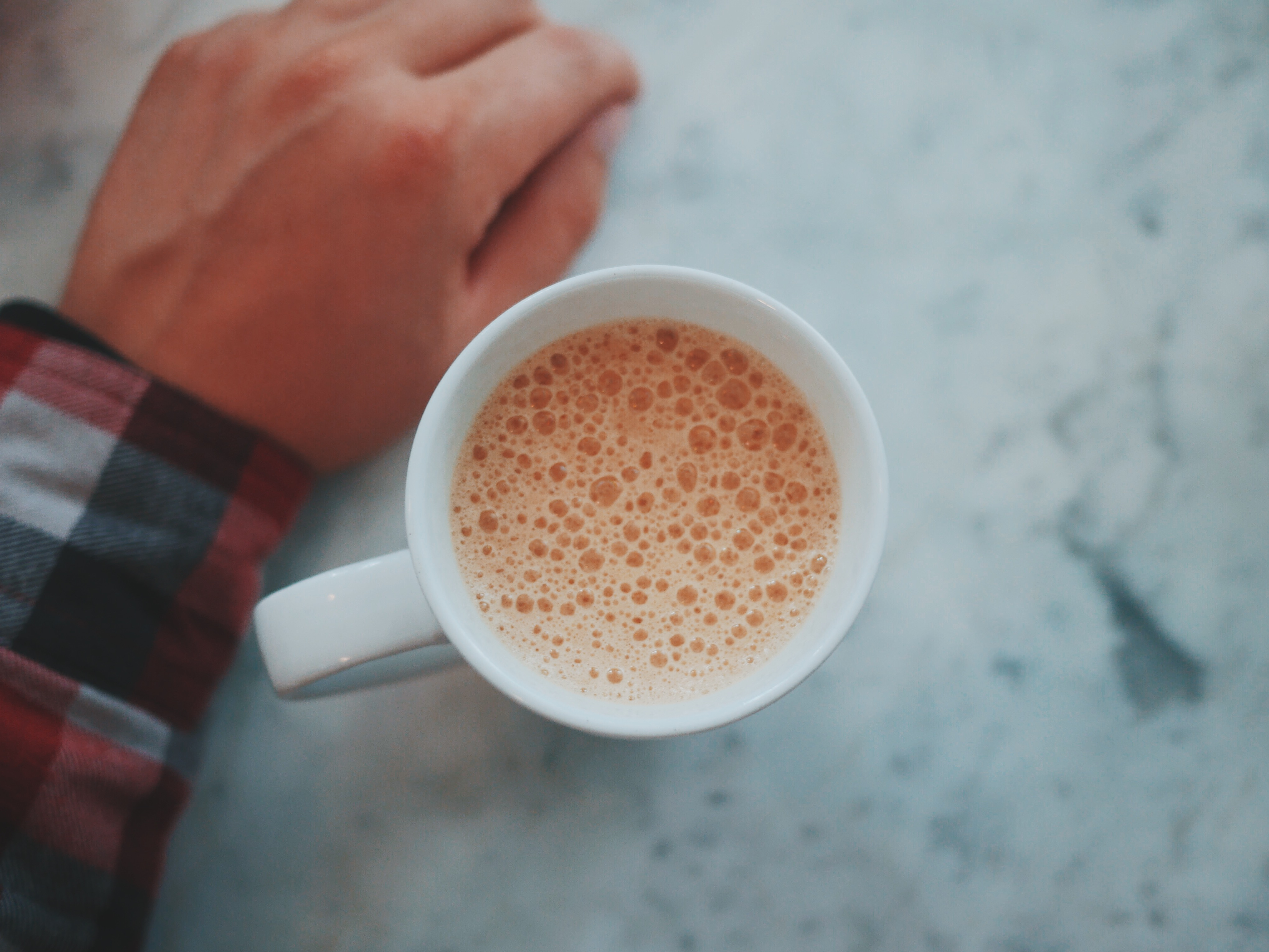
Kaffee mit Milchschaum
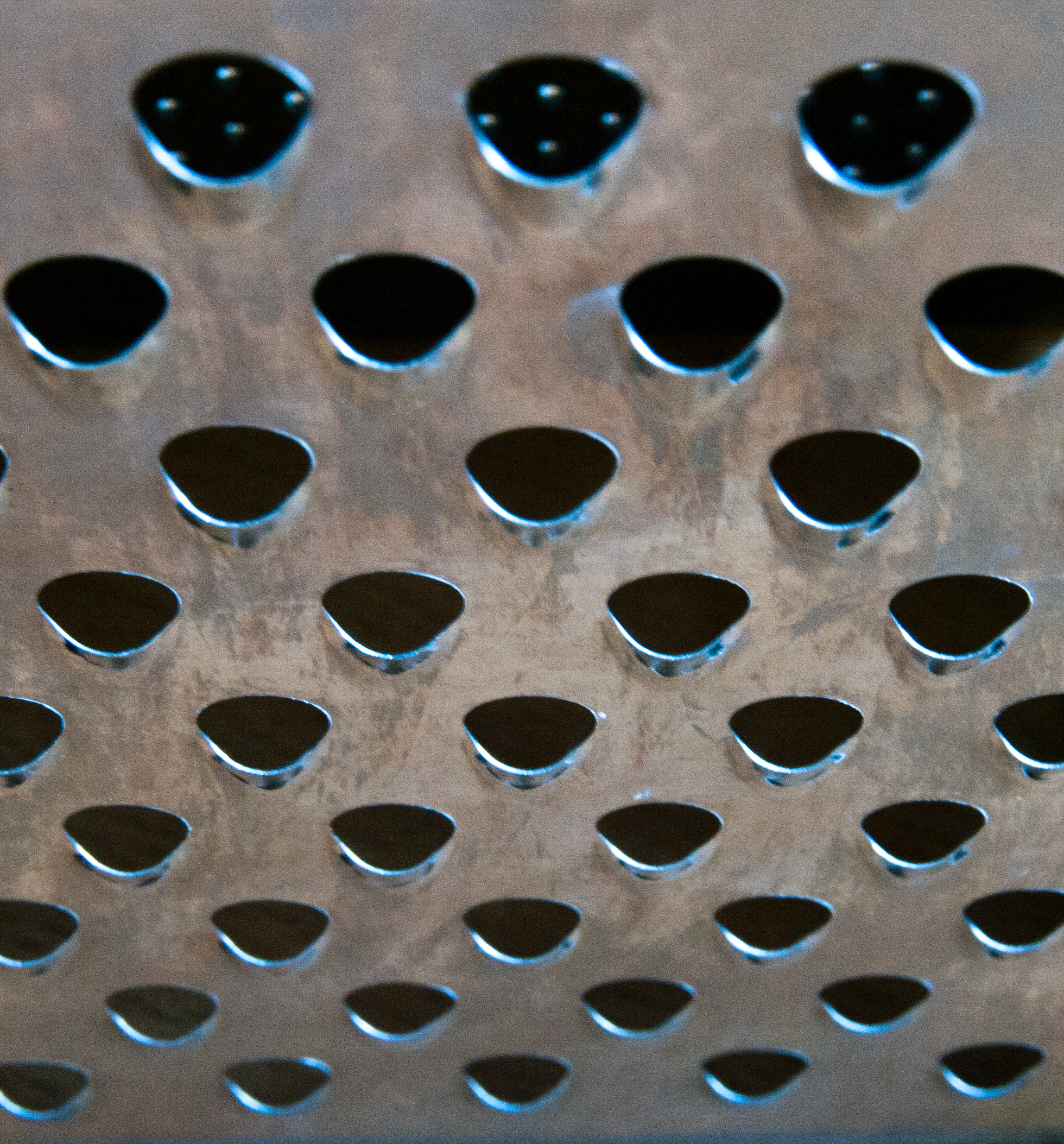
Nahaufnahme einer Küchenreibe
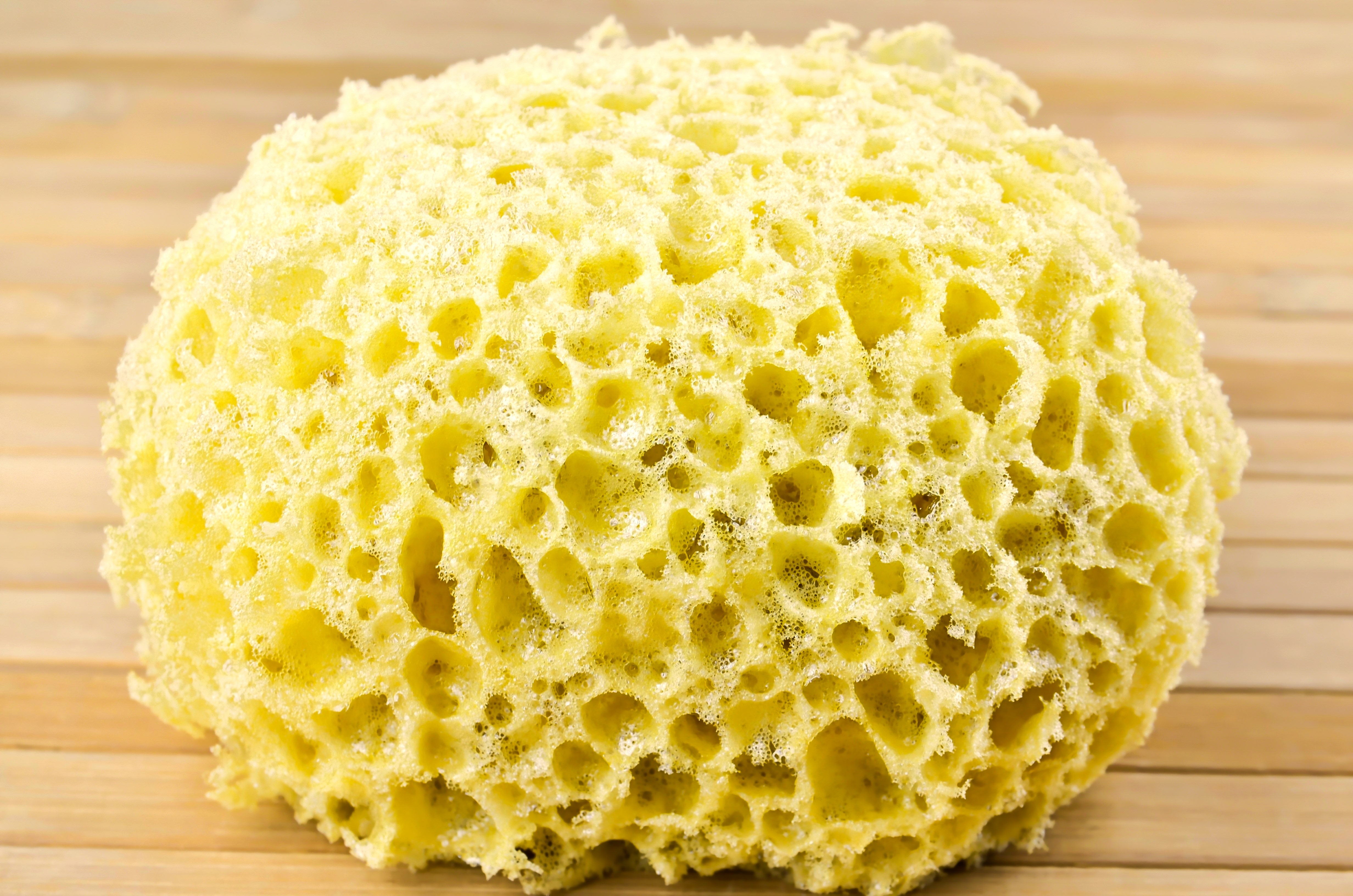
Ein künstlicher Badeschwamm
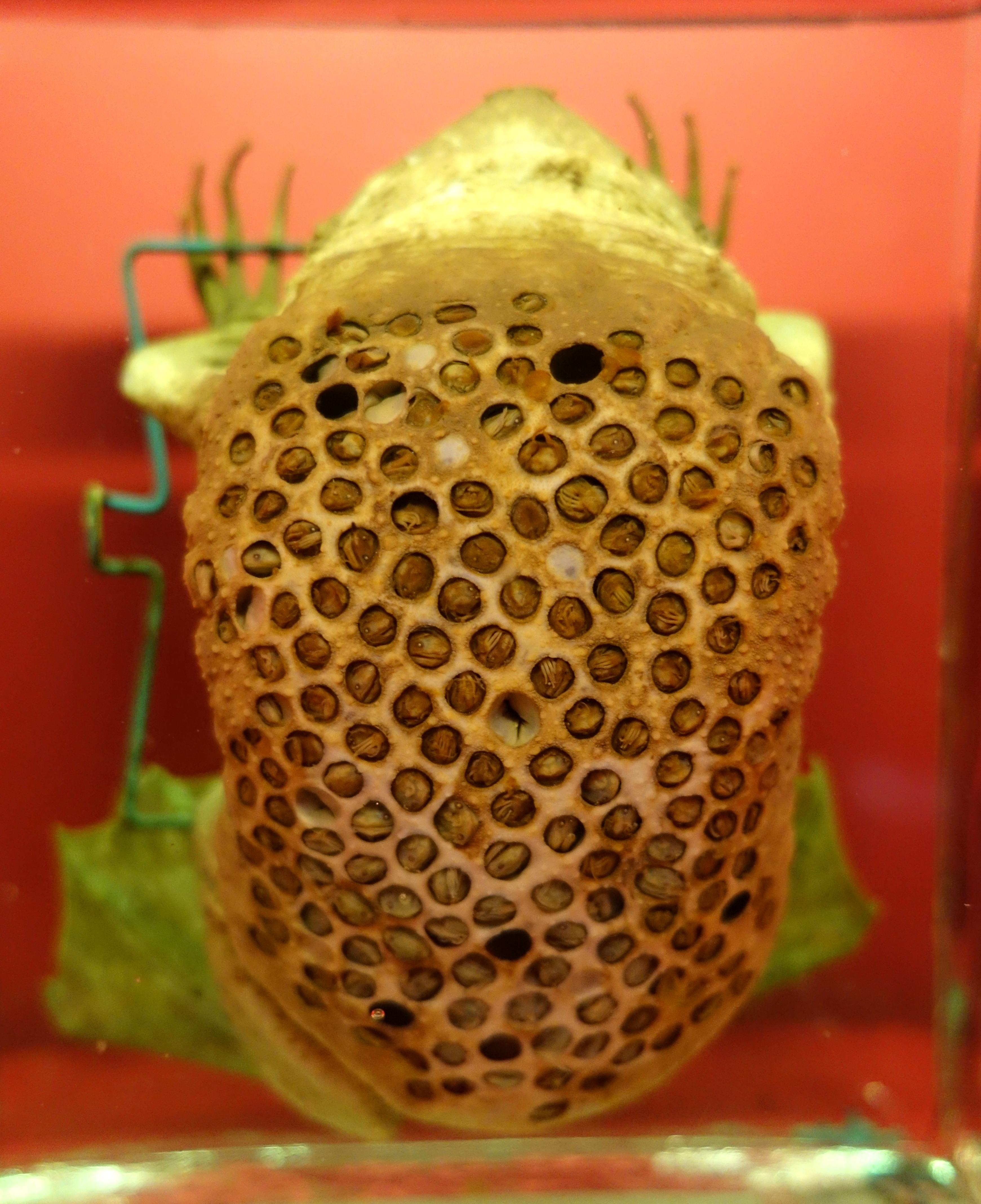
Präparat einer weiblichen Wabenkröte
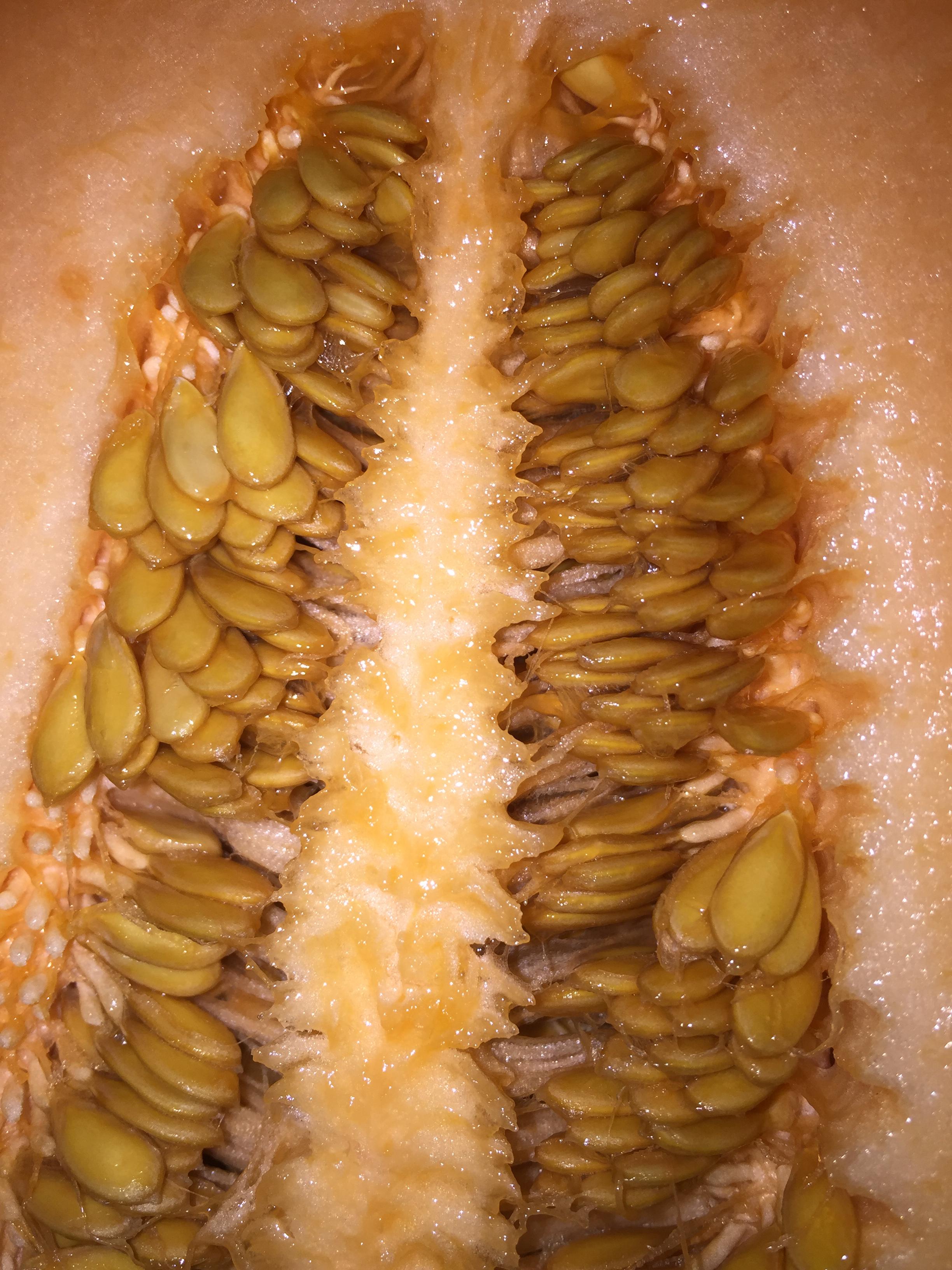
Zuckermelonenkerne
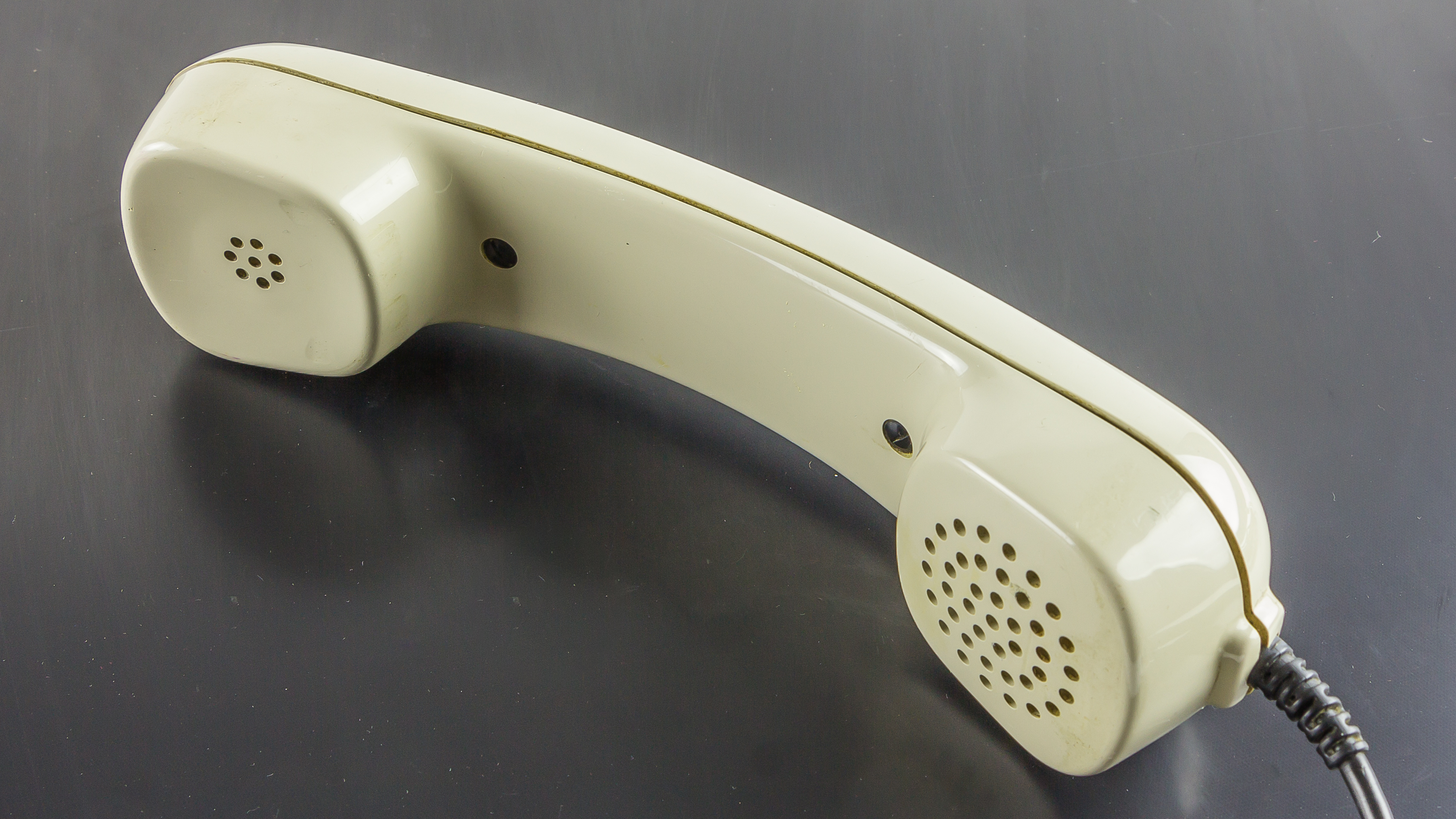
Löcher in einem Telefonhörer
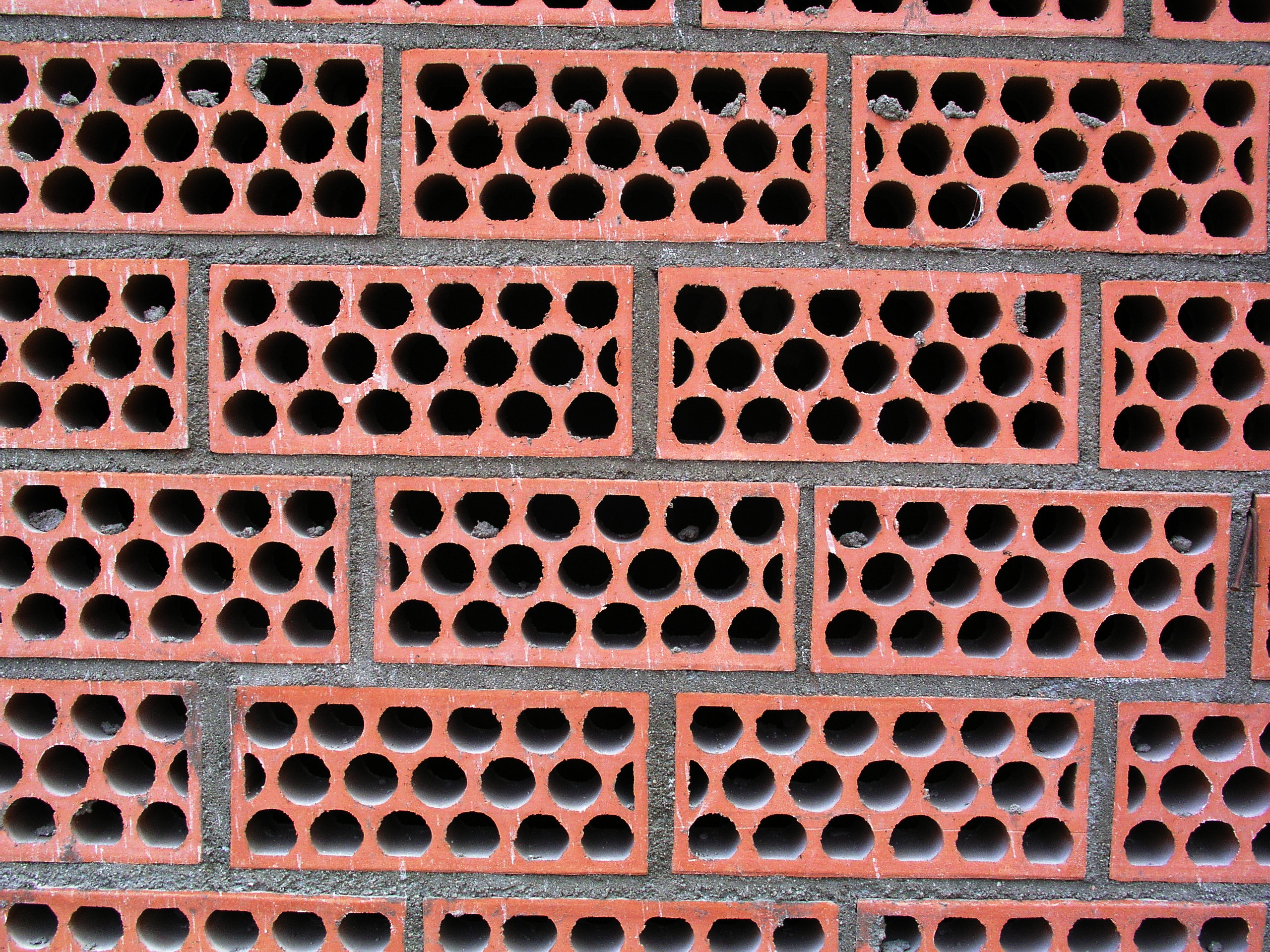
Löcher in Mauerziegeln
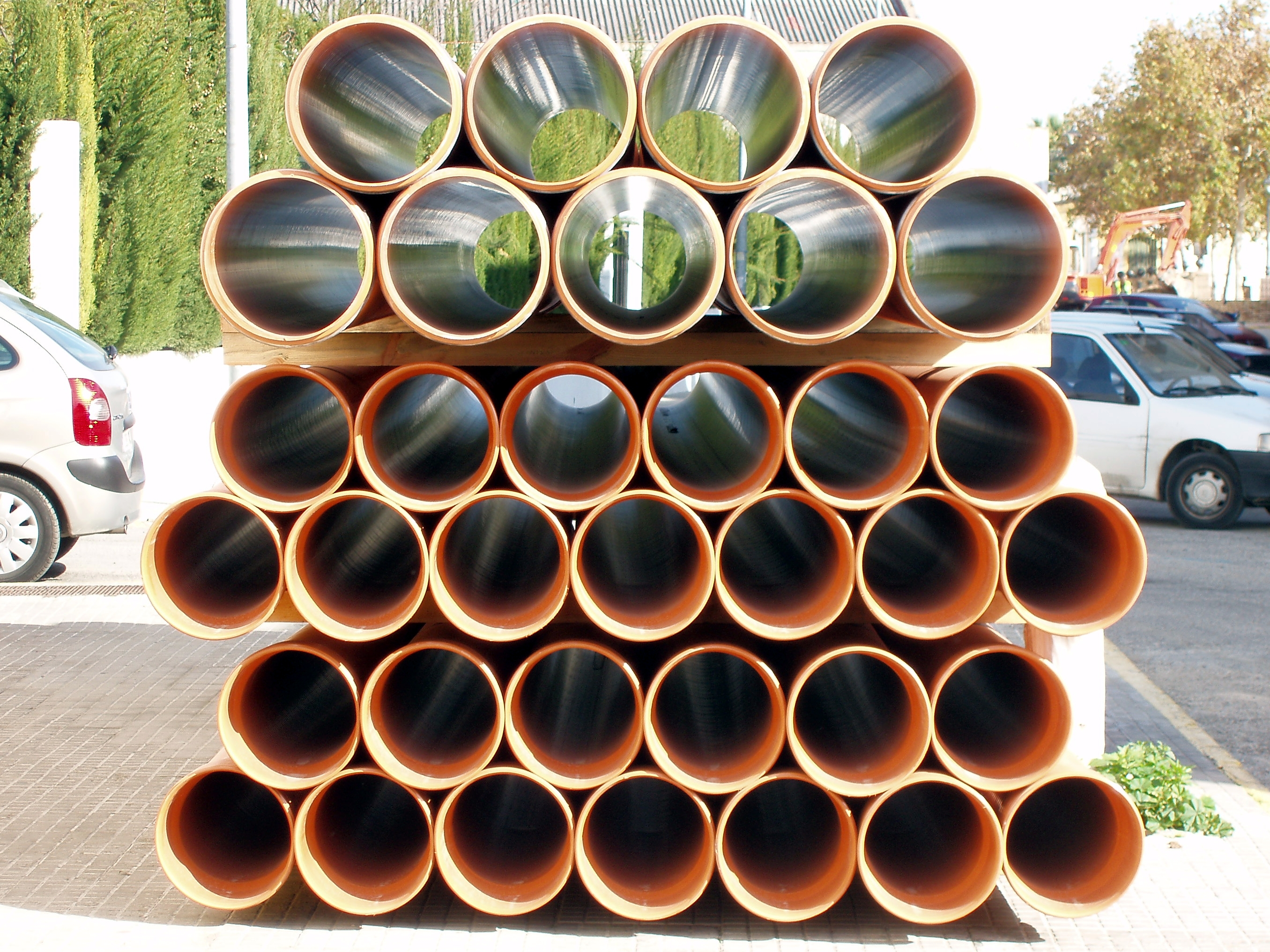
Ein Stapel Rohre

## Medizinisches

### Klassifikation
Trypophobie ist keine spezifische Diagnose. Sie kann aber – wie praktisch alles, das angstauslösend sein kann – in Einzelfällen unter den Begriff „spezifische Phobie“ (ICD-10 F40.2) oder „Angststörungen“ (DSM-5) fallen, falls das Leiden des Patienten gemäß den anzuwendenden Kriterien die Eigenschaften und das Ausmaß einer Angststörung hat. Ob im Einzelfall eine Trypophobie als Phobie zählt oder nicht, hängt unter anderem davon ab, ob der Patient hauptsächlich Angst oder Ekel empfindet, da Angst ein notwendiges Kriterium einer Angststörung ist.

### Symptomatik
Trypophobie zeigt sich oft als Reaktion des vegetativen Nervensystems. Die Betroffenen beschrieben Reaktionen des Erschauderns, Gänsehaut, Panikattacken, Schwitzen, Herzklopfen, Übelkeit oder Juckreiz. Zu den weiteren berichteten Symptomen zählen Zittern, Unwohlsein, Augenschmerzen und visuelle Wahrnehmungsstörungen.
Trypophobie kann sich als Angstreaktion, Ekelreaktion oder beides manifestieren. Gewöhnlich ist der Ekel die stärkere Emotion.

### Komorbidität
Le et al. (2015) fanden, dass generalisierte Angststörungen keine Trypophobie auslösten. Nach Martínez-Aguayo et al. (2018) weisen jedoch Untersuchungen darauf hin, dass Trypophobie häufig als Mehrfachdiagnose zusammen mit einer Depression oder generalisierten Angststörung auftritt. Sie fanden auch, dass eine bedeutsame Minderheit der Untersuchten mit Trypophobie die DSM-5-Kriterien für eine Zwangsstörung erfüllten.

### Behandlung
Mögliche Behandlungsarten sind Verfahren der kognitiven Verhaltenstherapie, etwa die Konfrontationstherapie.

### Epidemiologie
Es ist nicht bekannt, wie verbreitet Trypophobie ist. Man kann aber nach den bisher vorliegenden Daten davon ausgehen, dass eine Aversion gegen trypophobie-auslösende Reize relativ häufig ist. Trypophobie scheint bei Frauen häufiger als bei Männern zu sein.
In einer Studie von Cole und Wilkins aus dem Jahr 2013 mit 286 Teilnehmern berichteten 46 Probanden (11 % der Männer und 18 % der Frauen, insgesamt 16 %), dass sie den Anblick von Lochmustern kaum ertragen konnten. Die Autoren der Studie fanden auch, dass unter den nicht-trypophoben Probanden eine Mehrheit trypophobie-auslösende Bilder unangenehmer als neutrale Bilder empfand.

## Ursachen
Zu den Ursachen trypophober Reaktionen gibt es noch keinen allgemeinen Konsens. Es wurden mehrere mögliche Ursachen vorgeschlagen.
Cole und Wilkins nahmen 2013 an, dass Trypophobie ein „unbewusster Reflex“ ist, der auf einer biologischen Ekelreaktion (biological revulsion) beruht und nicht auf einer kulturell erlernten Angstreaktion.
Die verbreitete Ekel- bzw. Angstreaktion auf den Anblick von Gifttieren wie Schlangen, Spinnen und Insekten hat mit Trypophobie Gemeinsamkeiten. Daher wird in verschiedenen Veröffentlichungen (2015, 2016, 2018) vermutet, dass Trypophobie eine evolutionsbiologische Grundlage hat, die Menschen vor gefährlichen Organismen warnt. Hingegen vertraten Can et al. (2017) die Ansicht, dass die Verbindung zwischen Trypophobie und Evolution nur schwach ist. Falls es eine Verbindung gibt, manifestiere sich diese erst im Erwachsenen und nicht bereits in der Kindheit.
Nach Yamada und Sasaki (2017) lassen sich trypophobe Reaktionen auf die Ähnlichkeit der Bilder mit Hautkrankheiten zurückführen. Kupfer und Fessler spekulierten 2018, dass trypophobe Reaktionen als Warnungen vor Infektionskrankheiten oder Parasiten dienen könnten, die dem Individuum, das diese Reaktion hat, einen Überlebensvorteil bringen.

## Gesellschaft
In den sozialen Netzwerken gibt es Gruppen, in denen Menschen Bilder posten und diskutieren, die bei ihnen trypophobe Reaktionen hervorrufen. Da das Phänomen der Trypophobie noch nicht allgemein bekannt ist, wissen viele Betroffene keine Bezeichnung dafür und nehmen irrtümlich an, sie seien mit ihrer seltsamen Empfindungsreaktion allein, bis sie in den Medien auf das Thema und auf andere Betroffene stoßen. Seit das Phänomen zunehmend bekannter ist, werden häufiger gezielt trypophobie-auslösende Bilder, darunter auch verstörende Bildbearbeitungen, in den Social Media veröffentlicht.
2017 erhielt das Thema Medienaufmerksamkeit, als die US-amerikanische Horror-Fernsehserie American Horror Story eine trypophobe Figur zeigte.